# Николај Ге
Николај Николајевич Ге (од презимена француског порекла „De Gay“) (рус. Николай Николаевич Ге; Вороњеж, 27. фебруар 1831 – Чернигов, 13. јун 1894) био је руски сликар и професор.

## Рани живот
Николај Ге је рођен у Вороњежу у руској племићкој породици. Његов деда, који је био француски племић, емигрирао је у Руско царство током 18. века и оженио се Рускињом. Геова мајка је умрла када је имао три месеца.
Ге је одрастао на свом породичном имању у Попелукију близу Могиљив-Подиљског у Подољеу. О њему су се бринуле бака и кмет дојиља.
Завршио је прву кијевску гимназију где му је један од наставника био Николај Костомаров. Затим је студирао физику и математику на Кијевском универзитету и Универзитету у Санкт Петербургу.

## Каријера
Године 1850. Ге је напустио научну каријеру и уписао се на Империјалну академију уметности у Санкт Петербургу Студирао је код сликара Петра Басина. Године 1857. дипломирао је на Академији где је добио златну медаљу за Ендорску вештицу која призива дух пророка Самуила. Како је сам наводио, током тог периода био је под јаким утицајем Карла Брјулова.
Добијена улатна медаља му је обезбедила стипендију за студирање у иностранству. Посетио је Немачку, Швајцарску и Француску. Године 1860. настанио се у Италији где је у Риму упознао Александра Андрејевича Иванова који је снажно утицао на Геова будућа дела.
Његов сликарски процес стварања Тајне вечере на основу фотографије Александра Ивановича Херзена био је први познати случај у којем је фотографија коришћена као главни извор за централни лик на слици и говори о дубоким утицајима које ће фотографија касније имати у уметности и уметничким покретима попут француског импресионизма.
Слика (коју је први пут купио руски цар Александар II) оставила је изразито снажан утисак када је приказана у Санкт Петербургу 1863. године када је Ге постао професор Империјалне академије уметности.
Почетком 1880-их вратио се верским темама и портретима. Међу његовим касније реализованим портретима били су портети Толстоја, Михаил Салтиков-Шчедрин и библијски Јуда.
Његове касније слике о новозаветним темама хвалили су либерални критичари попут Владимира Стасова, конзервативци су их критиковали а власти су цензурисале слике због богохуљења.
Ге је умро на својој фарми 1894. Судбина многих његових дела остаје мистерија. Ге је завештао сва своја дела својој швајцарској доброчинитељици Беатрис де Ватвил у замену за малу стипендију током свог живота. Када је умрла 1952. године, у њеном замку није пронађено ниједно дело Геа. Међу изгубљеним делима је наводно и његов магнум опус Распеће.
Геове цртеже су касније открили колекционари уметничких дела у швајцарским продавницама половне робе тек 1974. године. Многе је купио млади колекционар Кристоф Болман који није имао појма о пореклу дела, једноставно је препознао њихову вредност. Тек петнаестак година касније, када су га током Перестројке посетили совјетски познаници, атрибуција је постала јасна. Преговори о повратку дела у Русију – као употпуњене колекције више пута су пропали током 1990-их. Закључени су тек 2011. године након што је Третјаковска галерија успела да уговори спонзорство од руске државне банке да их откупи као донацију сталној збирци галерије.“

## Галерија
- Карарски мермер
- Александар Пушкин у селу Михајловском
- Петар Велики испитује царевића Алексеја Петровића у Петерхофу, 1871
- Каррара
- Лав Толстој, 1882
- Софија Толстај (супруга Лава Толстоја)
- Портрет Алексеја Потечина
- Студија главе Јована јеванђелисте
- У Гетсиманском врту
- Шта је истина? Христос и Пилат, 1890
- Голгота
- Распеће
- Тајна вечера, 1863
- Савест: Јуда
- Пресуда Синедриона – Крив је!
- Марија, Лазарева сестра, среће Исуса који иде њиховој кући
- Христос се моли у Гетсиманији (1888)
- Гласници Васкрсења